# Gabon i olympiska sommarspelen 1996
Gabon deltog i de olympiska sommarspelen 1996 med en trupp bestående av sju deltagare, men ingen av landets deltagare erövrade någon medalj.

## Boxning
| Idrottare          | Gren     | Sextondelsfinal          | Åttondelsfinal       | Kvartsfinal          | Semifinal            | Final                |
| Idrottare          | Gren     | Motståndare Resultat     | Motståndare Resultat | Motståndare Resultat | Motståndare Resultat | Motståndare Resultat |
| ------------------ | -------- | ------------------------ | -------------------- | -------------------- | -------------------- | -------------------- |
| Guy-Elie Boulingui | Flugvikt | Ballo (INA) L 6-2        | Gick inte vidare     | Gick inte vidare     | Gick inte vidare     | Gick inte vidare     |
| Julio Mboumba      | Lättvikt | Doroftei (ROM) L (RSC-2) | Gick inte vidare     | Gick inte vidare     | Gick inte vidare     | Gick inte vidare     |

## Friidrott
Herrar
| Idrottare                                                            | Gren                            | Heat omgång 1 | Heat omgång 1 | Heat omgång 2    | Heat omgång 2    | Semifinal        | Semifinal        | Final            | Final            |
| Idrottare                                                            | Gren                            | Tid           | Placering     | Tid              | Placering        | Tid              | Placering        | Tid              | Placering        |
| -------------------------------------------------------------------- | ------------------------------- | ------------- | ------------- | ---------------- | ---------------- | ---------------- | ---------------- | ---------------- | ---------------- |
| Patrick Mocci-Raoumbé                                                | Herrarnas 100 meter             | 10.87         | 86            | Gick inte vidare | Gick inte vidare | Gick inte vidare | Gick inte vidare | Gick inte vidare | Gick inte vidare |
| Antoine Boussombo                                                    | Herrarnas 200 meter             | 21.06         | 56            | Gick inte vidare | Gick inte vidare | Gick inte vidare | Gick inte vidare | Gick inte vidare | Gick inte vidare |
| Patrick Mocci-Raoumbé Antoine Boussombo Charles Tayot Eric Ebang Zué | Herrarnas 4 x 100 meter stafett | 39.97         | 21            | N/A              | N/A              | Gick inte vidare | Gick inte vidare | Gick inte vidare | Gick inte vidare |

## Judo
Damer
| Idrottare       | Gren                | Resultat |
| --------------- | ------------------- | -------- |
| Mélanie Engoang | Mellanvikt (-70 kg) | 9        |